# Charlemont
Charlemont és una població dels Estats Units a l'estat de Massachusetts. Segons el cens del 2000 tenia 1.358 habitants.

## Demografia
Segons el cens del 2000, Charlemont tenia 1.358 habitants, 524 habitatges, i 353 famílies. La densitat de població era de 20,1 habitants per km².
Dels 524 habitatges en un 30,7% hi vivien nens de menys de 18 anys, en un 50,8% hi vivien parelles casades, en un 12,2% dones solteres, i en un 32,6% no eren unitats familiars. En el 25,2% dels habitatges hi vivien persones soles el 8% de les quals corresponia a persones de 65 anys o més que vivien soles. El nombre mitjà de persones vivint en cada habitatge era de 2,52 i el nombre mitjà de persones que vivien en cada família era de 2,99.
Per edats la població es repartia de la següent manera: un 25,1% tenia menys de 18 anys, un 8% entre 18 i 24, un 29,1% entre 25 i 44, un 26,3% de 45 a 60 i un 11,6% 65 anys o més.
L'edat mediana era de 38 anys. Per cada 100 dones de 18 o més anys hi havia 94,1 homes.
La renda mediana per habitatge era de 46.548 $ i la renda mediana per família de 50.962$. Els homes tenien una renda mediana de 37.500 $ mentre que les dones 26.667$. La renda per capita de la població era de 19.577$. Entorn del 6,5% de les famílies i el 10,4% de la població estaven per davall del llindar de pobresa.